# Marie S. Ueltzen
Marie S. Ueltzen (* 1963 in Aurich) ist eine deutsche Malerin, Illustratorin und Autorin. Von 2015 bis 2022 lebte und arbeitete sie im KW/R Kunstwerk Randlage Worpswede, seit 2022 in Bremen.

## Biografie
Ueltzen studierte Freie Kunst von 1987 bis 1995 an der Hochschule für Künste Bremen u. a. bei Jürgen Waller und schloss mit einem Diplom Freie Bildende Kunst ab.
Nachdem sie in ihren Arbeiten in der Regel zumeist mehrdeutige als auch schicksalsverbundene Erzählungen verarbeitet hatte, die sie kontinuierlich sammelte, setzte sie irgendwann den Klosterstich als erweiterte Technik neben der Malerei in ihren Arbeiten ein. „Die Ergebnisse sind unkonventionell und eigentümlich, sie entführen in eine Welt, die erst gefällig erscheint und dann doch gehörig in Schräglage gerät. Aus einem Konvolut aus Fundstücken, meist aus dem Internet, aber auch aus Filmen, Biografien oder Musikstücken, entstehen Stich für Stich Werke, die irritieren.“
Ueltzen ist in unterschiedlichen künstlerischen Bereichen tätig. Sie ist Malerin, war Schauspielerin in Low-Budget-Filmen (Fehrfeld Studios), Modegestalterin, ist Dichterin und Illustratorin. „Eine vielfältige Mischung, die sie auch in ihrer Kunst widerspiegelt. Niemand kombiniert Malerei, Dichtung und Stickkunst so wie sie.“
2016 veröffentlichte sie ihre Erzählung Früher ist hinten im Wohlfein Verlag. Am 12. November 2020 wurde sie Sonderpreisträgerin des Paula-Modersohn-Becker-Kunstpreises.
Von 2015 bis 2022 lebte und arbeitete Ueltzen vorwiegend in Worpswede. Seit 2022 in Bremen.

## Ausstellungen (Auswahl)
- 2023 Überwindungen. Artfestival Worpswede
- 2022 Erstickungen, Galerie Grolman, Berlin
- 2021 Wahlverwandtschaft, neonkunst, Berlin
- 2021 Wahlweise, Kunst-&AtelierHaus6 und KW/Randlage, Worpswede
- 2021 Anderswo, Kunst und Frauenleben heute, Galerie Altes Rathaus, Worpswede
- 2021 Sehnsuchtzerstoertziel, „Albert Hall“, Worpswede (solo)
- 2021 intersections zwei, Galerie KW/Randlage (solo)
- 2020/21 PMB-Kunstpreis, Große Kunstschau Worpswede und Museum Barkenhoff,
- 2020 intersection, Galerie KW/RANDLAGE
- 2019 schwimmmmoos, Galerie Altes Rathaus Worpswede (solo)
- 2018 Aufbruch, Galerie Altes Rathaus Worpswede
- 2018 Ausnahmezustand, Künstlerhäuser Worpswede/Projektraum Eichenhof
- 2017 Co(o)ld, Winterausstellung, KW/RANDLAGE
- 2017 Marie S. Ueltzen Malerei/Bildteppiche, KW/RANDLAGE (solo)
- 2016 nebenan, Galerie Randlage, Worpswede (solo)
- 2015 Der Stumpf wird heilen, Legales Bremen (solo)
- 2015 immer noch, Galerie Möller Warnemünde/Rostock (solo)
- 2013 Galerie im Traklhaus, Salzburg
- 2012 8Stunden27, Güterbahnhof, Bremen
- 2012 Erstickungen, Freudenburg Bassum (solo)
- 2012 Erstickungen, Galerie Teterow (solo)
- 2012 Paramente, Dommuseum Bremen
- 2011 7. Bremer Kunstfrühling, Gleishalle Güterbahnhof Bremen
- 2011 122 Blüten und ein Hamster, Litfass (solo)
- 2010 eins – Erstickungen, GIM Galerie Medienhaven Bremen (solo)
- 1990 Packhaus Theater im Schnoor, Bremen (solo)

## Veröffentlichungen (Auswahl)
- Paula Modersohn-Becker Kunstpreis, Katalog, Landkreis Osterholz/Worpsweder Museumsverbund, 2020, ISBN 978-3-9817431-3-5
- Marie S. Ueltzen, Früher ist hinten, Erzählung, Wohlfein Verlag, 2016, ISBN 978-3-9807555-0-4
- Marie S. Ueltzen, Erstickungen, Katalog, Medienhaven Bremen, 2010

## Filmografie
- 1992/93. Die Hafenpiraten Teil II., Kurz-Spielfilm. Regie: Joachim Hofmann. Fehrfeld Studios.[4]
- 1989. Die siebte Schwangerschaft, BRD, Kurz-Spielfilm. Regie: Joachim Hofmann.[5]
- 1988, Die Hafenpiraten, BRD 1988, Kurz-Spielfilm, Regie: Joachim Hofmann, Ali Eichelbach, Oliver Becker, Kamera und Schnitt: Joachim Hofmann, Ausgezeichnet mit dem Publikumspreis des Hamburger NoBudget Kurzfilmfestival 1989.[6]

## Früher ist hinten
Nach einem einmonatigen Arbeitsaufenthalt in Saigon (Vietnam) 2015 schrieb sie an ihrer Erzählung Früher ist hinten, der 2016 im Wohlfein Verlag veröffentlicht wurde.

„Trotz größter Flugangst absolviert die Künstlerin Marie S. Ueltzen zunächst einen Testflug nach Paris, um einige Monate später tatsächlich in einen Flieger nach Saigon zu steigen. Der Umgang mit der eigenen tiefen Furcht endet lange nicht bei der Beschreibung durchgestandener Flüge, denn sie durchwandert mit sezierendem Blick ihre Vergangenheit und erinnert sich an Erlebnisse, mit denen sie sich auf oftmals grimmig amüsierte und ebenso tieftraurige Weise auseinandersetzt. 
Der Blick des Kindes in den Lauf einer geladenen Schrotflinte kurz vor dem Abschuss, ihr Aufwachsen im Forsthaus, die Widerspenstigkeit des Erwachsenwerdens, der Spagat des Muttertieres zwischen Eheleben und Kunstzirkus, der kleine Godzilla unter der eigenen Schädeldecke oder die Vermeidung des Tragens von Hasenkostümen sind nur einige Erzählungen über Freundschaft, Liebe, Stolz, Flucht und Rituale, Gott, Tod und Kinder, über Widerstand und Güte, Angst und Mut, Gestern und Heute.
Diese Erzählung ist ein spannender Schlüssel zum weiteren Verständnis der sehr persönlichen Werke einer Künstlerin, die sich nie dem Mainstream untergeordnet hat.“